# Malcolm Colcord
Malcolm Colcord est un personnage de fiction créé par Marvel Comics. Il est apparu pour la première fois dans Wolverine #160 en 2001, mais on apprit seulement son identité dans Weapon X #8 en 2003.

## Origines
Le soldat canadien Malcolm Colcord fut assigné à la sécurité de la base du Projet Weapon X, sous la direction du Professeur Truett Hudson.
À la suite d'un test, le cobaye nommé Weapon X s'échappa de l'enceinte, tuant des dizaines de gardes. Colcord en réchappa, mais gardant des séquelles (un œil crevé et une moitié de visage tailladée par les griffes du mutant bestial). Il survécut mais refusa des soins esthétiques, gardant ainsi constamment à l'esprit sa haine des mutants. Il divorça et perdit la garde de ses enfants.
Il fut muté dans un service administratif où pendant des années il amassa des renseignements sur les mutants. Secrètement aidé par John Sublime, il grimpa les échelons du Programme Arme X et en devint le nouveau Directeur.
Ses travaux de recherche lui permirent de découvrir que Wolverine avait reçu des implants de contrôle avant sa fuite. Il en profita pour diriger le X-Man vers son rival, le Sénateur Drexel Walsh, qui comptait dénoncer les agissements du Projet publiquement. Jugé coupable, Wolverine fut arrêté mais libéré par le mystérieux Shiver Man. Wolverine se vengea en détruisant le complexe du Directeur.
Colcord reprit quelque temps plus tard le projet en recrutant de force des mutants (grâce à des implants). Il engagea aussi l'ancien agent du SHIELD Brent Jackson. Weapon X devint un bras militaire qui régla de manière expéditive et immorale des problèmes internationaux.
Colcord captura et lobotomisa le mutant Madison Jeffries, le chargeant de construire Neverland, un camp d'extermination pour mutants.
Il entreprit aussi une relation amoureuse avec l'agent Aurora, à qui il rendit un visage humain (elle avait été défigurée par Victor Creed).
Au même moment, Cable et son réseau enquêtaient sur ses agissements, et l'ancien membre d'X-Force décida de le troubler en lui révélant la liaison de son ex-femme. Pour punir cette dernière, il fit tuer son amant. Mais sa relation avec Aurora, pure et honnête, le garda sur un droit chemin, et il accepta lui aussi de faire réparer son visage.
Bientôt, Brent Jackson passa à l'attaque en manipulant à son tour le Directeur. Ce dernier, enragé, battit même sa compagne Aurora. Pendant l'assaut mené par la Résistance de Cable, il se maudit en se défigurant. Il s'échappa avec Madison Jeffries, totalement à son service.
Le duo se cacha pendant des mois, et Colcord manqua de sombrer dans l'alcool. Mais il retrouva ses esprits et chargea Jeffries de fabriquer des Sentinelles traqueuses de mutants. C'est alors que commença la Guerre des Programmes, entre Colcord, Jackson et Sublime.
On ignore depuis ses activités.

## Pouvoirs
- Colcord n'a pas de super-pouvoirs.
- C'est un ancien soldat, ayant à sa disposition de vastes ressources technologiques, militaires et para-militaires.